# Simulium fuscopilosum
Simulium fuscopilosum är en tvåvingeart som beskrevs av Edwards 1928. Simulium fuscopilosum ingår i släktet Simulium och familjen knott. Inga underarter finns listade i Catalogue of Life.